# اسکاد (فیلم‌ساز)
اسکاد (انگلیسی: Scud؛ زادهٔ ۲۰ مارس ۱۹۶۷) یک کارگردان فیلم و فیلم‌نامه‌نویس اهل هنگ کنگ است.
از فیلم‌ها یا مجموعه‌های تلویزیونی که وی در آن‌ها نقش داشته است می‌توان به آمفتامین و عشق در واقع… چیز مزخرفی است! اشاره نمود.